# エゴン山
エゴン山（エゴンさん、インドネシア語:Gunung Egon）は、インドネシア・フローレス島南東部に位置し、マウメレ湾に面した成層火山である。

## 主な活動歴
- 2004年1月29日、噴火。地すべりが発生し、6,000人が避難。
- 2008年4月15日、噴火。数千人に上る住民が避難。
- 2010年11月以降地震と噴気が断続的に発生。同火山の警戒レベルを最高レベル（インドネシアで11ある火山うちの1つ）に引き上げられている。